# Das alte Lied (film 1945)
Das alte Lied è un film del 1945 diretto da Fritz Peter Buch. La sceneggiatura si basa sul romanzo Stine di Theodor Fontane, pubblicato nel 1890.

## Produzione
Il film fu prodotto dalla Berlin-Film con il titolo di lavorazione Stine.

## Distribuzione
Vietato ai minori dalla censura, il film ottenne il visto B.60926 del 30 gennaio 1945. Fu distribuito dalla Deutsche Filmvertriebs (DFV) e venne presentato al BTL Potsdamer Straße di Berlino il 30 marzo 1945.